# Алмазный мост (Санкт-Петербург)
Алма́зный мост — автодорожный железобетонный балочный мост через реку Волковку во Фрунзенском районе Санкт-Петербурга.

## Расположение
Расположен в створе улиц Салова и Благодатной.
Выше по течению находится Белградский мост, ниже — 3-й Волковский мост.
Ближайшая станция метрополитена — «Бухарестская».

## Название
Название известно с 1960-х гг и дано по наименованию Алмазной улицы, которая вела к расположенному недалеко от этого места абразивному заводу. В 1998 году Алмазную улицу упразднили, присоединив к Витебской Сортировочной улице, однако мост сохранил своё название.

## История
В 1930 году был построен деревянный мост балочной конструкции. Его длина составляла 34 м, ширина — 6 м. Мост неоднократно ремонтировался без изменения конструкции. В 1950 году ширина моста была увеличена до 7,5 м за счёт выноса тротуаров на консоли. В начале 1960-х годов началась интенсивная застройка района и возникла необходимость в реконструкции моста. В 1965 году был возведён существующий железобетонный мост по проекту инженера «Ленгипроинжпроекта» А. А. Куликова и архитектора Л. А. Носкова. Строительство осуществляло СУ-1 треста «Ленмостострой» под руководством главного инженера Б. Б. Тульчина и старшего прораба С. М. Тахтарева.

## Конструкция
Мост трёхпролётный железобетонный, балочно-разрезной системы. Пролётное строение состоит из типовых двутавровых балок постоянной высоты из преднапряжённого железобетона. Устои и промежуточные опоры из монолитного железобетона на свайном основании. Общая длина моста составляет 23,5 м, ширина — 27 м.
Мост предназначен для движения трамваев, автотранспорта и пешеходов. Проезжая часть моста включает в себя 6 полос для движения автотранспорта. Покрытие проезжей части и тротуаров — асфальтобетон. На мосту установлены металлические барьерные ограждения проезжей части. Перильное ограждение металлическое простого рисунка из сварных решёток с трубчатыми металлическими тумбами, завершается на устоях гранитными тумбами.